# جدول‌گیر

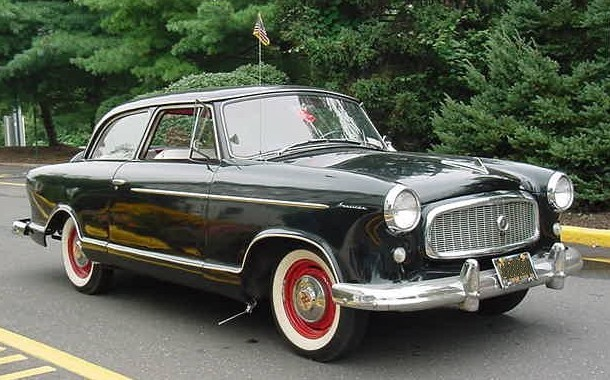
جدول‌گیر نصب شده در پشت چرخ جلوی یک رمبلر امریکن دههٔ ۱۹۵۰.

جدول‌گیر فنرها یا سیم‌های ضخیمی هستند که در کناره‌های یک خودرو نصب می‌شوند تا به برخورد آن‌ها با جدول یا دیگر اشیاء به راننده هشدار بدهد که بیش از اندازه به کنارهٔ راه نزدیک شده‌است.
جدول‌گیرها در پایین خودرو و در نزدیکی چرخ‌ها نصب می‌شوند و هنگامی که خودرو در پیچ‌ها به جدول یا تیرهای نصب‌شده در کنار راه نزدیک بشود صدای جدول‌گیر برخوردکننده، باعث آگاه شدن راننده از فاصله کم با کنار راه می‌شود.
جدول‌گیرها بیشتر برای خودروهایی با تایر بغل‌سفید استفاده می‌شد زیرا کاربرد آن‌ها در تمیز و بی‌نقص نگه داشتن رنگ سفید بغل تایرها اهمیت داشت.
از جدول‌گیرها امروزه بیشتر در خودروهای آمریکایی مدل هات راد برای دادن ظاهری قدیمی (دههٔ ۱۹۵۰) به آن‌ها استفاده می‌شود.